# Lê Quang Tung
Lê Quang Tung (13 de junho de 1919 - 1 de novembro de 1963) foi o comandante das Forças Especiais do Exército da República do Vietname sob o comando de Ngô Đình Nhu. Nhu era irmão do presidente do Vietname do Sul, Ngô Đình Diệm. Ex-servo da família Ngô, a formação militar de Tung foi em segurança e contra-espionagem.
Durante a década de 1950 Tung era um oficial de alto escalão no Cần Lao de Nhu, um aparato político secreto que mantinha o controlo da família Ngô no poder, através da extorsão de dinheiro de empresários ricos. Em 1960, Tung foi promovido diretamente ao posto de coronel e tornou-se o comandante das forças especiais. O seu período no comando das tropas de elite do Vietname do Sul fez-se notar principalmente pelo seu trabalho na repressão de dissidentes, em vez de combater os insurgentes vietcongues. O seu ataque mais conhecido foi o ataque ao pagode Xá Lợi no dia 21 de agosto de 1963, no qual centenas morreram ou desapareceram.
O principal programa militar de Tung foi um esquema no qual o pessoal do Exército da República do Vietname tentou infiltrar-se no Vietname do Norte para envolver-se na recolha de inteligência e praticar sabotagem. O programa foi ineficaz; a grande maioria dos infiltrados foram mortos ou capturados. Também foi relatado que Tung estava a planear uma tentativa de assassinato contra Henry Cabot Lodge Jr., o embaixador dos Estados Unidos no Vietname do Sul.
Após os ataques aos pagodes, os Estados Unidos encerraram o financiamento aos homens de Tung, pois os fundos haviam sido usados como uma ferramenta política e não contra os comunistas. Juntamente com Diệm e Nhu, Tung foi assassinado durante o golpe de novembro de 1963. Nhu e Tung estavam a preparar um falso golpe e contragolpe para dar uma falsa demonstração da força do regime. No entanto, a dupla não sabia que o general Tôn Thất Đính, que estava a planear a operação falsa, estava envolvido numa verdadeira conspiração para a realização de um golpe. Đính enganou Tung para enviar os seus homens para o campo, deixando o regime em Saigon sem a proteção das forças especiais. Isso levou a um derrube do regime sem grande esforço.

## Início de carreira

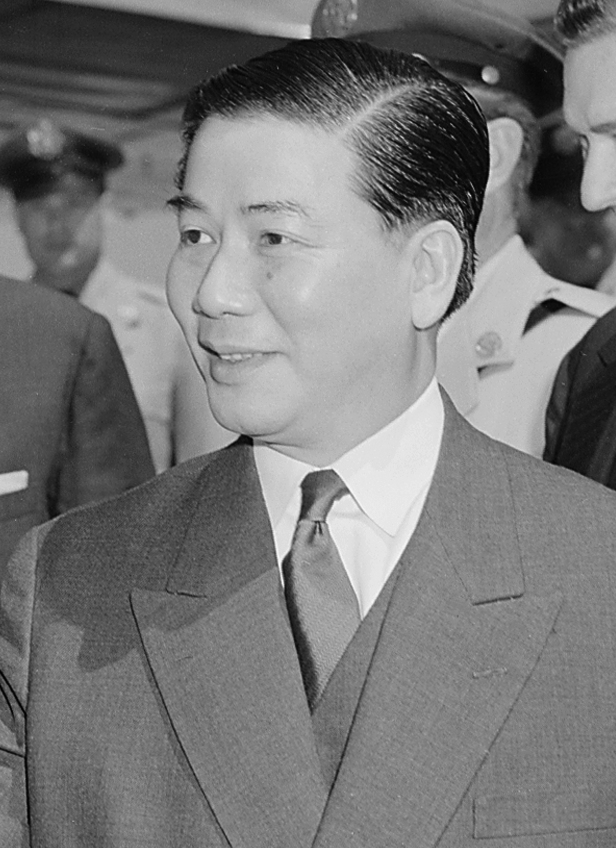
O Presidente Ngô Đình Diệm

Tung nasceu no dia 13 de junho de 1919 no centro do Vietname, que era então o protetorado de Aname na Indochina Francesa. A antiga criada da família Ngô era uma católica romana devota. Tung obteve uma formação militar quase inteiramente em segurança e contra-espionagem, o que era uma base incomum para liderar as forças especiais. Tung havia servido os franceses pela primeira vez como oficial de segurança no Vietname Central; então, trabalhou para Diệm como tenente no serviço de segurança militar no Vietname Central. Como um oficial de alto escalão no Cần Lao de Nhu, o aparato político católico e secreto que mantinha o poder da família Ngô, Tung foi obtendo fundos para o partido através da extorsão de dinheiro a empresários ricos. Tung era conhecido principalmente entre os colegas pela sua lealdade inabalável a Diệm. Em 1960 foi promovido diretamente ao posto de coronel e colocado no comando das forças especiais. A Agência Central de Inteligência (CIA) considerou Tung como o terceiro homem mais poderoso do Vietname do Sul, atrás de Diệm e Nhu, classificando-o como o oficial militar mais poderoso do Vietname do Sul.

## Chefe das forças especiais

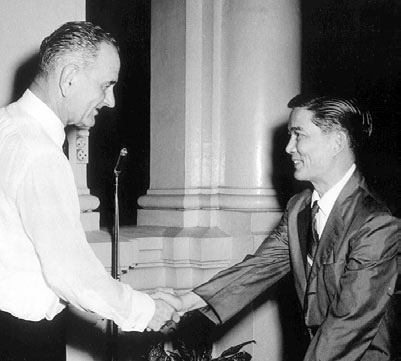
Ngô Đình Nhu (à direita), cumprimentando o então vice-presidente dos EUA, Lyndon B. Johnson, em 1961

Tung havia sido treinado pela CIA nos Estados Unidos. Leal a Diệm, ele liderou uma força de 1840 homens, que operava sob a direção de Nhu em vez do comando do exército. Ele não realizou operações contra os insurgentes comunistas do Việt Cộng, mas em vez disso usou as suas forças principalmente em Saigão para reprimir os oponentes do regime de Diệm. Os ataques mais notáveis de Tung ocorreram durante a crise budista de 1963. Durante este período, a maioria budista realizou protestos em massa contra as políticas pró-católicas do regime Diệm.
No dia 21 de agosto de 1963 os homens de Tung, sob as ordens de Nhu, invadiram o Pagode Xá Lợi, o principal templo budista de Saigão. Os ataques foram replicados em todo o país, deixando um número de mortos estimado em centenas. Os pagodes sofreram grandes danos e mais 1400 monges e freiras foram presos. Os ataques ocorreram depois de Nhu ter enganado um grupo de generais do Exército da República do Vietname (ARVN) para concordar em declarar a lei marcial. Ele sabia que os generais estavam a conspirar e esperava explorar a lei marcial para derrubar o seu irmão, enganando-os ao enviar para os pagodes as forças especiais disfarçadas de soldados regulares do ARVN. Como resultado, a maioria budista do Vietname do Sul inicialmente pensou que o exército regular havia atacado os monges, manchando a credibilidade dos seus generais entre a população como potenciais líderes do país. Após os ataques, autoridades americanas ameaçaram reter a ajuda às forças especiais, a menos que fossem usadas para combater comunistas em vez de atacar dissidentes políticos ou religiosos.
Outro ataque religioso notável foi perpetrado pelos homens de Tung em 1963. Uma carpa enorme foi encontrada a nadar num pequeno lago perto da cidade central de Đà Nẵng. Os budistas locais começaram a acreditar que o peixe era uma reencarnação de um dos discípulos de Gautama Buda. À medida que mais pessoas faziam peregrinações à lagoa, crescia a inquietação entre o chefe distrital e os seus subordinados, que respondiam a Ngô Đình Cẩn, outro irmão mais novo de Diệm. Os oficiais minaram a lagoa, mas os peixes sobreviveram. Eles varreram a lagoa com fogo de metralhadora, mas a carpa escapou novamente da morte. Para lidar com o peixe tenaz, eles chamaram as forças especiais de Tung. Os homens de Tung bombardearam o lago, acabando por matar a carpa. O tiro saiu pela culatra, porque gerou mais publicidade – muitos jornais em todo o mundo publicaram histórias sobre o peixe milagroso. Helicópteros do ARVN começaram a pousar no local, com paraquedistas a encher as suas garrafas com água que eles acreditavam ser mágica.
Tung também liderou um grupo dirigido pela CIA, no qual o pessoal do ARVN de origem nortenha infiltrou-se no Vietname do Norte, fazendo-se passar como moradores locais. O objetivo era reunir inteligência e sabotar a infraestrutura comunista e as instalações de comunicação. Os recrutas foram treinados em bases em Nha Trang, Đà Nẵng, e às vezes no mar em Taiwan, Guam e Okinawa. Cerca de oitenta grupos de agentes, cada um com seis ou sete homens, foram mobilizados em 1963. Eles entraram no norte através de pousos de helicóptero, paraquedas ou viagens de sampana à noite, contudo quase todos foram capturados ou mortos. Os cativos eram frequentemente usados em transmissões de propaganda comunista. Tung foi criticado pela sua gestão das operações.
A pedido de Nhu, foi relatado que Tung estava a planear uma operação sob o disfarce de uma manifestação estudantil organizada pelo governo do lado de fora da Embaixada dos EUA em Saigão. Nesse plano, os homens de Tung assassinariam o embaixador Henry Cabot Lodge Jr. e outros funcionários importantes entre a confusão. Outro alvo foi o líder budista Thích Trí Quang, que recebeu asilo na embaixada depois de ser alvejado nos ataques aos pagodes. De acordo com o plano, os homens de Tung incendiariam depois a embaixada.

## Sanções dos EUA
Após os ataques ao pagode, os EUA começaram a explorar a possibilidade de substituir Diệm. Um relatório, denominado Cable 243, informou a embaixada dos EUA para procurar uma liderança alternativa para o caso de Diệm não afastar Nhu. Em setembro, a missão Krulak–Mendenhall foi enviada ao Vietname do Sul para analisar a situação doméstica e a guerra contra os comunistas. Uma das sugestões resultantes foi encerrar o financiamento das forças especiais como expressão de desaprovação das ações de Tung e Nhu. Outra era fazer campanhas secretas para desacreditar Tung. A missão Krulak-Mendenhall terminou num impasse, então a administração Kennedy seguiu com a missão McNamara-Taylor. A segunda expedição resultou na suspensão do financiamento para as forças especiais até que fossem colocadas sob o comando do Estado-Maior Conjunto do Exército (JGS) e enviadas para a batalha.
O relatório da missão McNamara-Taylor observou que uma das razões para enviar os homens de Tung para o campo era por eles serem "um apoio contínuo para Diệm". Os americanos estavam cientes que a remoção das forças especiais de Saigão aumentaria as hipóteses de sucesso de um golpe, incentivando assim o exército a derrubar o presidente. Diệm e Nhu não se deixaram intimidar com a suspensão da ajuda, mantendo Tung e os seus homens na capital. Em conversas privadas com oficiais dos EUA, Diệm insistiu que o exército era responsável pelos ataques ao pagode e que os homens de Tung já estavam sob o controlo do JGS.

## Golpe e assassinato
Em setembro, Diệm e Nhu sabiam que um grupo de generais planeava um golpe. Nhu ordenou Tung e Tôn Thất Đính – um general leal que comandou o III Corpo do ARVN que abrangeu a região de Saigão – para planear um golpe falso contra o governo. Um dos objetivos era enganar os dissidentes antigovernamentais para que se juntassem ao falso levante para que pudessem ser identificados e eliminados. Outro objetivo era criar um golpe de relações-públicas que desse uma falsa impressão da força do regime.
Com o nome de código Operação Bravo, a primeira etapa do esquema envolveu alguns dos soldados leais a Tung, disfarçados de insurgentes, a fingirem um golpe. Tung então anunciaria a formação de um "governo revolucionário" composto por ativistas da oposição, enquanto Diệm e Nhu fingiam estar a fugir. Durante o caos orquestrado do primeiro golpe, os leais disfarçados revoltar-se-iam e, no caos que se seguiria, assassinavam os principais golpistas, como os generais Dương Văn Minh, Trần Văn Đôn, Lê Văn Kim e oficiais subalternos que os estavam a ajudar os golpistas. Os homens de Tung e algumas das conexões do submundo de Nhu também assassinariam algumas figuras que estavam a ajudar os conspiradores, como o vice-presidente titular, mas relativamente impotente, Nguyễn Ngọc Thơ, o oficial da CIA Lucien Conein, que estava em missão no Vietname como conselheiro militar, e o embaixador Lodge. Tudo isto seria então atribuído a "elementos neutros e pró-comunistas". Isso seria seguido por um falso "contra-golpe", após o qual as forças especiais de Tung, tendo deixado Saigão sob o pretexto de combater os comunistas, bem como as forças de Đính, entrariam triunfalmente em Saigão para reafirmar o regime de Diệm. Nhu então exploraria o susto para prender dissidentes.
No entanto, Nhu e Tung não sabiam que Đính fazia parte de um verdadeiro esquema de golpe. O comandante do III Corpo disse a Tung que o contra-golpe precisava de empregar uma quantidade esmagadora de força, tendo dito até que seriam necessários tanques. Numa tentativa de enganar Tung, Đính disse que eram necessárias novas tropas, opinando:

Se movermos reservas para a cidade, os norte-americanos ficarão chateados. Eles vão queixar-se que não estamos a travar uma guerra. Então, temos que camuflar o nosso plano ao enviar as tropas especiais para fora da cidade. Isso irá enganar os norte-americanos.
Os leais ao presidente não sabiam que a real intenção de Đính era inundar Saigão com as suas divisões rebeldes e trancar os leais de Tung fora da cidade, onde eles não poderiam defender o presidente. Tung e o palácio concordaram em enviar todas as quatro companhias de forças especiais baseadas em Saigão para fora da capital no dia 29 de outubro de 1963.

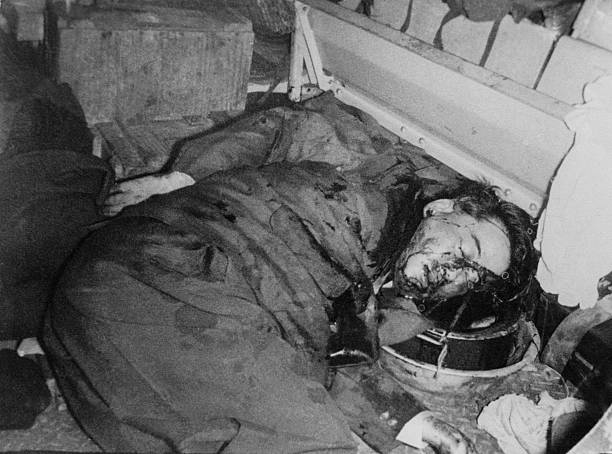
O corpo de Diệm na parte de trás de um veículo blindado. O presidente foi executado a caminho do quartel-general militar

No dia 1 de novembro de 1963, Tung foi convocado pelos organizadores do golpe para o quartel-general do Estado-Maior Conjunto, perto da Base aérea de Tân Sơn Nhứt, a pretexto de uma reunião de almoço de oficiais de rotina. Às 13h30, o general Trần Văn Đôn anunciou que estava a ocorrer um golpe. A maioria dos oficiais levantou-se para aplaudir, mas Tung não. Ele foi levado por Nguyễn Văn Nhung, o guarda-costas do general Minh. Ao ser levado, Tung gritou: "Lembre-se de quem lhe deu as suas estrelas!"
Durante os estágios iniciais do golpe, os rebeldes forçaram Tung a ordenar que os seus homens se rendessem. Isso significava que apenas a Guarda Presidencial foi deixada para defender o Palácio Gia Long. Às 16h45, Tung foi forçado sob a mira de uma arma a falar com Diệm ao telefone, dizendo ao presidente que havia dito aos seus homens para se renderem. Minh ordenou que Nhung executasse o leal a Diệm. Tung não conseguiu convencer o presidente a render-se e ainda comandava a lealdade dos seus homens. Os outros generais tinham pouca simpatia, pois o comandante das forças especiais havia disfarçado os seus homens em uniformes do exército e incriminado os generais pelos ataques aos pagodes. Os generais estavam cientes da ameaça que Tung representava; eles discutiram a sua eliminação durante o planeamento, tendo contemplado uma ofensiva contra as suas forças especiais.
Ao cair da noite, ele foi levado com o major Lê Quảng Trịệu, o seu irmão e vice, de mãos atadas, num jipe e levado para a um local da base aérea. Forçados a ajoelharem-se sobre dois buracos recém-cavados, os irmãos foram fuzilados nos seus túmulos e enterrados. O golpe foi bem-sucedido e, na manhã seguinte, Diệm e Nhu foram capturados e executados.